# کارنوتا
کارنوتا (به اسپانیایی: Carnota) یک دهستان اسپانیا است.